# Phryganistria
Genre
Phryganistria est un genre de phasmes asiatiques de la famille des Phasmatidae, de la sous-famille des Phasmatinae, qui a été décrit par Carl Stål en 1875.
Dans les classifications récentes, Phryganistria fait partie de la sous-famille des Clitumninae et de la tribu des Pharnaciini.

## Liste des espèces
- Phryganistria bachmaensis (Ta & Hoang, 2004)
- Phryganistria fruhstorferi (Brunner von Wattenwyl, 1907)
- Phryganistria grandis Rehn, 1906
- Phryganistria guangxiensis Chen & He, 2008
- Phryganistria heusii (Hennemann & Conle, 1997)
  - sous-esp. Phryganistria heusii heusii (Hennemann & Conle, 1997)
  - sous-esp. Phryganistria heusii yentuensis Bresseel & Constant, 2014
- Phryganistria longzhouensis Chen & He, 2008
- Phryganistria tamdaoensis Bresseel & Constant, 2014
- Phryganistria virgea (Westwood, 1848) - syn. : Phryganistria sarmentosa (Westwood, 1848)

Selon Catalogue of Life (12 août 2024) :
- Phryganistria bachmaensis (Ta & Hoan, 2004)
- Phryganistria laikuenae Ho, 2023
- Phryganistria virgea (Westwood, 1848)